# Villa Clara
Villa Clara é uma província de Cuba. Sua capital é a cidade de Santa Clara.
A população urbana é de 622.538 habitantes, ou seja, 76,2 % da população total.

## Municípios
A província está subdividida em 13 municípios.
| Município                | População (2004) | Área (km²) | Coordenada geográfica        | Comentários        |
| ------------------------ | ---------------- | ---------- | ---------------------------- | ------------------ |
| Caibarién                | 38064            | 212        | 22° 30′ 57″ N, 79° 28′ 20″ O |                    |
| Camajuaní                | 63544            | 614        | 22° 28′ 05″ N, 79° 43′ 25″ O |                    |
| Cifuentes                | 33391            | 512        | 22° 37′ 15″ N, 80° 03′ 57″ O |                    |
| Corralillo               | 27571            | 843        | 22° 59′ 09″ N, 80° 34′ 58″ O |                    |
| Encrucijada              | 33641            | 345        | 22° 37′ 02″ N, 79° 51′ 58″ O |                    |
| Manicaragua              | 73370            | 1063       | 22° 09′ 01″ N, 79° 58′ 34″ O |                    |
| Placetas                 | 71837            | 601        | 22° 18′ 58″ N, 79° 39′ 19″ O |                    |
| Quemado de Güines        | 22590            | 338        | 22° 47′ 24″ N, 80° 15′ 21″ O |                    |
| Ranchuelo                | 59062            | 556        | 22° 20′ 10″ N, 80° 06′ 46″ O |                    |
| San Juan de los Remedios | 46482            | 560        | 22° 29′ 32″ N, 79° 32′ 44″ O |                    |
| Sagua la Grande          | 56097            | 661        | 22° 48′ 32″ N, 80° 04′ 15″ O |                    |
| Santa Clara              | 237581           | 514        | 22° 24′ 20″ N, 79° 57′ 14″ O | Capital provincial |
| Santo Domingo            | 53840            | 883        | 22° 35′ 01″ N, 80° 14′ 18″ O |                    |